# نادي الحصن الرياضي
نادي الحصن الرياضي ( (بالعربية: نادي الحصن الرياضي) هو نادي كرة قدم أردني مقره الحصن، الأردن. ويتنافس حالياً في دوري الدرجة الثانية الأردني، وهو المستوى الثالث لكرة القدم الأردنية.

## تاريخه
حظي نادي الحصن الرياضي بدعم من المبادرات ملكية من خلال تجديد مرافقه المختلفة، بما في ذلك حمامات السباحة، والملاعب متعددة الأغراض، وغيرها من المرافق المخصصة للشباب. كما تلقوا المزيد من الدعم في أواخر عام 2021، مع المزيد من أعمال التجديد، إلى جانب ملعب خماسي.
شارك الحصن في كأس الأردن لكرة القدم 2021، حيث فاز على عالية 4-2 بركلات الترجيح، بعد أن انتهت المباراة بالتعادل 1-1 بعد الوقت الأصلي. وخسر الفريق 2-0 أمام السلط في دور الـ32.
وعين الحصن المحامي علي نبيل الحتاملة ممثلا للنادي لدى الهيئة العامة لاتحاد كرة القدم الأردني.

## المشاركات الرياضية
شارك الحصن في كأس الأردن 2022، حيث فاز على شباب حوارة 4-2 بركلات الترجيح، بعد التعادل 3-3 في الدور التمهيدي.  ثم خسروا بنتيجة 5-0 أمام الوحدات.
كاد الحصن أن يصعد إلى دوري الدرجة الأولى الأردني، بعد تعادله 1-1 و0-0 أمام نادي سما، وخسر في نصف نهائي دوري الدرجة الثانية الأردني 2022 ‏ بسبب قاعدة الهدف خارج الأرض.

## روابط خارجية
- الأردن - نادي الحصن - سكور واي
- نادي الحصن - الاتحاد الاردني لكرة القدم
- نادي الحصن - كوورة